# تریپل اچ
پُل مایکل لیوِسک (به انگلیسی :Paul Michael Levesque ; زاده ۲۷ ژوئیه ۱۹۶۹) که بیشتر با نام تریپل اچ (به انگلیسی: Triple H) شناخته می‌شود، کشتی‌گیر حرفه‌ای، بازیگر و مدیر بازرگانی اهل آمریکا است. از او به عنوان یکی از بزرگ‌ترین کشتی گیران حرفه ای در تمام دوران یاد می‌شود و در حال حاضر به عنوان مدیر ارشد محتوای کمپانی دبلیودبلیوئی فعالیت می‌کند.
تریپل‌اچ یکی از تأثیرگذارترین افراد در کمپانی دبلیودبلیوئی بوده‌است. او همسر استفانی مکمن دختر وینس مکمن مالک کمپانی دبلیودبلیوئی است. ترپیل اچ تا به امروز با ۱۴ قهرمانی کمربند WWE و دوبار پیروزی در مسابقه رویال رامبل و دوبار قهرمانی یونایتد استیس و یکبار بین قاره ای، از بزرگان این رشته ورزشی به حساب می‌آید. تریپل اچ هم‌اکنون سه فرزند از همسر خود یعنی استفانی مکمن دارد که این سه فرزند نوه‌های وینس مکمن هستند. از القاب تریپل ایچ می‌شود به د گیم، هانتر هرست و هلمزی اشاره کرد.

## دورانِ کُشتیِ حرفه‌ای

### رکورد در پی پی ویهای wwe
تریپل اچ مجموعا در ۹۳ پی پی وی wwe پیروز شده و ۷۹ بار شکست خورده است.

### ورود به کشتی مسابقات قهرمانی جهان (از ۱۹۹۴ تا ۱۹۹۵)
تریپل‌اچ اوایل سال ۱۹۹۴ وارد کمپانی WCW شد. او در اولین مسابقه با نام ترور رایسین حضور یافت و توانست کیت کول را شکست دهد. نام او در رینگ به سرعت به نام ترا رایزینگ تغییر کرد و از آن پس تا اواسط سال ۹۴، او را ژان پاول لِوِک می‌نامیدند. او در این مدت از حرکت پایانی خود به نام شجره نامه یا همان (Pedigree) استفاده می‌کرد.
در اواخر سال ۹۴ و اوایل سال ۹۵ تریپل‌اچ مدت کوتاهی را با ویلیام ریگال تیم بودند اما مدتی بعد از WCW خارج شد و به کمپانی دبلیودبلیوئی رفت و در آنجا با نام تریپل‌اچ به فعالیت خود ادامه داد.

### گروه دی جنریشن اکس (از ۱۹۹۷ تا ۲۰۰۰)
گروه دی جنریشن اکس برای اولین بار در بیستم سپتامبر سال ۱۹۹۷ در پی پری ویو One Night Only تشکیل شد. اولین اعضای تشکیل دهندهٔ این گروه شان مایکلز، تریپل چ و چاینا بودند. در سیزدهم اکتبر سال ۱۹۹۷ این اعضا رسماً نام گروه خود را «دی جنریشن اکس» معرفی کردند. این گروه تا رستلمنیا ۱۴ در سال ۱۹۹۸ با همین نفرات فعالیت داشت. تریپل ایچ در این مدت توانست عنوان پادشاه رینگ (king of the ring) را با شکست دادن منکایند به دست آورد. پس از مصدومیت شان مایکلز در رستلمنیا ۱۴، تریپل ایچ کاپیتان گروه شد و چند عضو جدید را از جمله اکس پک، بیلی گان و رودداگ به گروه اضافه کرد. تریپل ایچ با گروه دی جنریشن اکس به اوج رسید و توانست خود را به عنوان یک چهره مدعی در کمپانی معرفی کند. در سامراسلم ۱۹۹۸ در یک بازی ماندگار نردبان راک را شکست داد تا کمربند بین قاره‌ای را به دست آورد و حرکت وی به اوج همچنان ادامه داشت. او در سامراسلم ۱۹۹۹ برای اولین بار بر سر کمربند w.w.i وارد رقابت شد، در آن مسابقه سه نفره منکایند، استیو آستن و تریپل ایچ با هم درگیر شدند که در نهایت منکایند برنده مسابقه شد. اما تریپل ایچ دست از تلاشش برنداشت و سرانجام توانست در ۲۳ اوت ۱۹۹۹ در شو WWE RAW با شکست منکایند کمربند دبلیودبلیو ای را برنده شود. چندی بعد تریپل ایچ در نبردی شش نفره در پی پر ویو آنفورگیون موفق شد تا برای دومین بار قهرمان دبلیو دبلیو ای شود. گروه دی اکس تا سال ۲۰۰۰ و هم‌زمان با اخراج رود داگ از کمپانی پابرجا بود.

#### دوران مکمن-هلمزلی (۲۰۰۰–۲۰۰۱)
به دلیل رابطهٔ بین هانتر و استفانی مکمن این دوران از حرفه هانتر به دوران مکمن-هلمزلی شهرت یافت. استفانی در اغلب نبردهای تریپل اچ در کنار رینگ حضور داشت و بسیاری از اوقات به هانتر کمک می‌کرد. در آغاز این رابطه بود که تریپل اچ درسال۲۰۰۰ در یکی از شوهای راو بیگ شو را شکست داد و برای سومین بار قهرمان جهان شد، سپس دشمنی اش باکاکتوس جک آغاز شد. این دو در رویال رامبل آن سال در نبرد استریت فایت با یکدیگر روبرو شدند. در پایان تریپل اچ با دو بار اجرای فن معروف خود پدیگری موفق شد تاکاکتوس جک را شکست دهد و از عنوان قهرمانی اش دفاع کند. این مسابقه تا به امروز زیباترین استریف فایت تاریخ کمپانی بوده‌است. رقابت بین این دو سوپراستار تا نو وی اوت ادامه داشت. جایی که هانتر در نبرد هل این سل باردیگر کاکتوس جک را شکست داد و علاوه بر دفاع از عنوان قهرمانی اش به حرفه ۱۵ ساله میک فولی (کاکتوس جک) خاتمه بخشید. سپس وی در رستلمانیا مقابل بیگ شو و دراک و باردیگر فولی قرار گرفت. فولی حاضر شده بود تا یکبار دیگر در رینگ حاضر شود. اما هانتر این بار هم سربلند بیرون آمد و با پین کردن راک توانست از عنوان قهرمانی اش دفاع کند. اما در بکلش کمربند خود را به د راک واگذار کرد. نبرد آیرون من مسابقهٔ بعدی بود که در جاجمنت دی بین هانتر و د راک برگزار شد. داور این مسابقه‌شان مایکلز بود. در پایان این مسابقه که با دخالت اکس پک، رود داگ، شین مکمن و بازگشت آندرتیکر همراه بود، هانتر توانست برای چهارمین بار قهرمان جهان شود. اما این قهرمانی دیری نپایید چرا که د راک در کینگ اف درینگ باز هم کمربند را از هانتر پس گرفت. بر دیگر هانتر و استیو آستین شروع به درگیری کردند، تا اینکه تریپل اچ در no way out استیو آستین را شکست سختی داد. او سپس تصمیم گرفت تا در رستلمانیا ۱۷ با پیروزی بر آندرتیکر، رکورد شکست ناپذیری تیکر در رستلمانیا را بشکند اما در این کار ناموفق بود. شب بعد از رستلمانیا در حین مسابقه استون کلد و دراک، او وارد رینگ شد و با پتک ضربه سختی به دراک وارد کرد. این آغاز دوستی وی با استون کلد بود. هانتر به همراه استون کلد و استفانی مکمن گروهی را تشکیل دادند که به پاور تریپ یا همان مثلث قدرت معروف شد. هانتر و استون کلد موفق شدند تا در بکلش ۲۰۰۱ با شکست دادن آندرتیکر و کین عنوان قهرمانی تگ تیم جهان را هم بدست آورند، اما موفقیت‌های پاورتریپ با مصدومیت شدید تریپل اچ از ناحیه زانو به پایان رسیدو این پایان تلخی بود برای دورانی که از آن به عنوان دوران مکمن-هلمزلی یاد می‌شود.

### بازگشت از مصدومیت و دشمنی با شان مایکلز (۲۰۰۲)

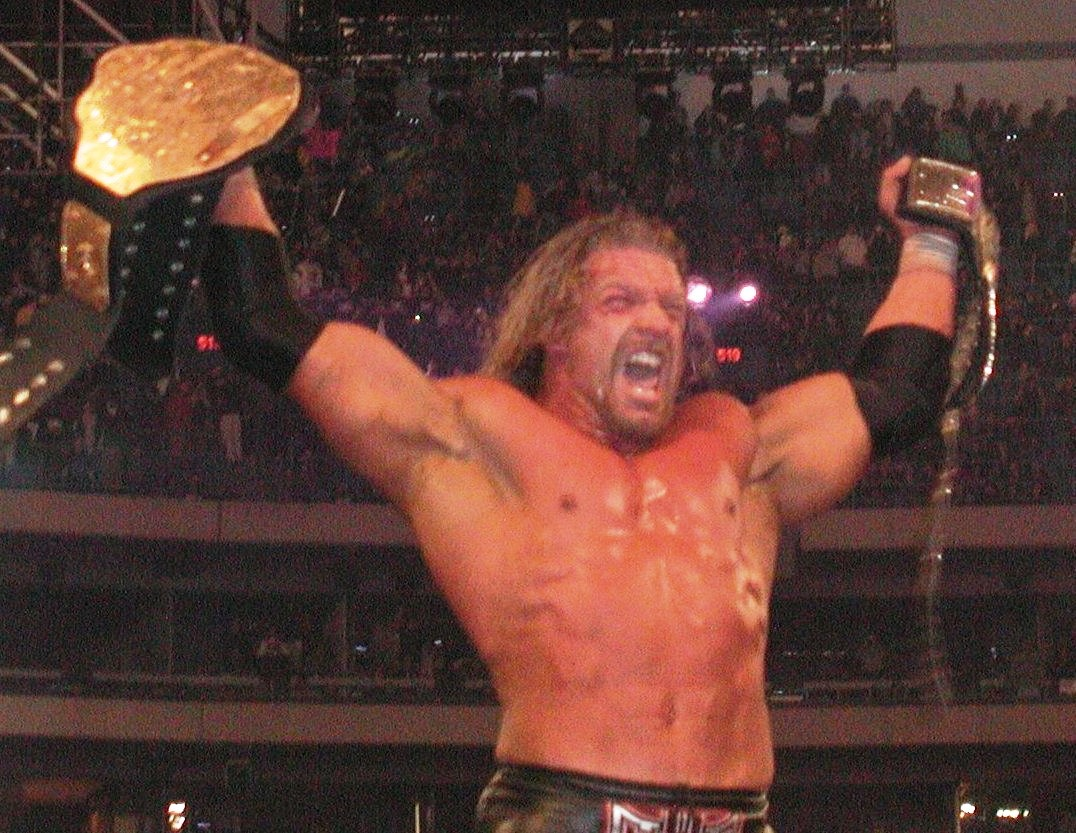
شادی تریپل اچ پس از پیروزی در مقابل کریس جریکو در رسلمانیای ۱۸ وتصاحب عنوان قهرمان شکست ناپذیر جهان

تریپل اچ پس از مدت‌ها دوری از رینگ بخاطر مصدومیت، در ۷ ژانویه ۲۰۰۲، در سالن مدیسن اسکوار گاردن، به رینگ بازگشت. پس از پیروزی در مسابقه رویال رامبل، موفق شد تا کریس جریکو را در رسلمانیا ۱۸ شکست دهد و عنوان قهرمان شکست ناپذیر را بدست آورد. این قهرمانی وی تا یک ماه بعد ادامه داشت. در مسابقه که بین تریپل اچ و هالک هوگان انجام می‌شد، آندرتیکر وارد رینگ شد و با زدن تریپل اچ موجبات شکست وی از هالک را فراهم آورد. بعد از این ماجرا تریپل اچ از آندر تیکر انتقام گرفت و او را در اینسارکسشن (پی پی وی که آن موقع در اروپا برگزار می‌شد) شکست سختی داد. پس از این تریپل اچ دشمنی اش با کریس جریکو راتا مسابقه هل این سل در جاجمنت دی ادامه داد و در آنجا توانست تا بار دیگر جریکو را شکست دهد. بعد از آن تصمیم گرفت تا بازهم به سراغ قهرمانی سنگین‌وزن برود، بنابراین در کینگ آف درینگ با آندرتیکر و در گلوبال وارنینگ با دراک و براک لزنر روبرو شد اما تلاشش بی فرجام باقی‌ماند.
در اگست سال۲۰۰۲ با بازگشت شان مایکلز قرار شد که باز گروه دی جنریشن ایکس توسط تریپل ایچ و شان مایکلز تشکیل شود که در همان ابتدای کار تریپل ایچ با زدن پدیگری به‌شان مایکلز مانع تشکیل مجدد گروه شد و همین امر باعث شد تا آن‌ها در سامراسلم سال ۲۰۰۲ در نبرد استریت فایت مقابل یکدیگر قرار بگیرند. این مسابقه که یکی از زیباترین مهم‌ترین مسابقات تاریخ محسوب می‌شود در نهایت با پیروزی شان به پایان رسید، اما پس از مسابقه بود که هانتر با ضربه سنگین با پتکش به‌شان او را مصدوم کرد. پس از انتقال براک لزنار به اسماک دان، راء بدون کمربند باقی‌ماند. به همین علت اریک بیشاف مدیر آن موقع راء کمربند طلایی معروف را به کمپانی آورد؛ و آن را به هانتر داد. ریک فلیر اسطوره بزرگ کمپانی که خودش در دبلیو سی دبلیو موفق شده بود تا بارها این کمربند را بدست آورد هانتر را شایسته این عنوان نمی‌دانست. به همین علت در همان شب نخست ورود این کمربند با راء مسابقه‌ای بین تریپل اچ و ریک فلیر برگزار شد که در نهایت برنده به جز هانتر نداشت و او موفق شد تا نام خود را به عنوان اولین قهرمان کمربند سنگین‌وزن در کمپانی دبلیو دبلیو ای به ثبت برساند. تریپل اچ توانست تا از عنوان قهرمانی اش در دو پی پی وی بعدی یعنی آنفورگیون و نومرسی به ترتیب مقابل راب ون دام و کین دفاع کند. با بازگشت شان مایکلز یکبار دیگر درگیری‌های بین تریپل اچ و شان شروع شد. اوضاع راء آشفته شد و مدعیان قهرمانی هم زیاد شدند. اریک بیشاف برای حل این مسئله مسابقه المینیشن چمبر را طراحی کرد. این مسابقه جذاب و خونبار که با حضور تریپل اچ، شان مایکلز، بوکرتی، کریس جریکو، کین و راب ون دام همراه بود با پیروزی و قهرمانی شان به پایان رسید. تریپل اچ بعد از این مسابقه به مدت ۴۸ ساعت در بیمارستان بستری بود.

### اوولوشن (۲۰۰۳–۲۰۰۵)

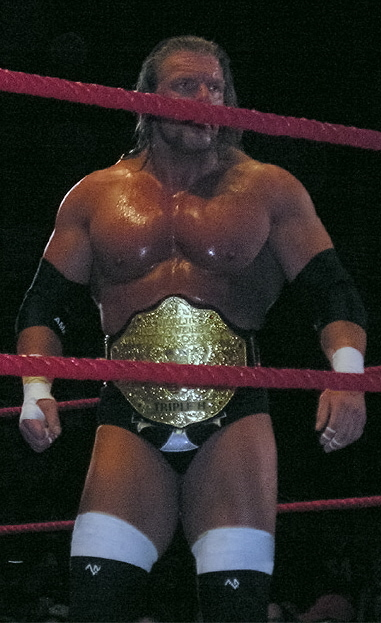
تریپل اچ همراه با کمربند سنگین‌وزن قهرمانی جهان

در ژانویه ۲۰۰۳، تریپل اچ به همراه ریک فلیر، باتیستا و رندی اورتن گروهی را تشکیل دادند که همگان آن را با نام Evolution می‌شناسند. در آن هنگام هانتر با شان مایکلز بر سر عنوان قهرمانی سنگین‌وزن رقابت داشت. اعضای این گروه در مسابقات که داشتند بسیار بهم کمک می‌کردند و پیروزی‌های زیادی بدست آوردند. این گروه در سال‌های ۲۰۰۳ و ۲۰۰۴ لحظه به لحظه قدرتمندتر می‌شدند. او در این مدت توانست تا سوپراستارهای زیادی را مانند شان مایکلز، بوکرتی، اسکات استاینر، کوین نش و گلدبرگ را شکست دهد. تریپل اچ تا پیش از پی پی وی نابخشوده و شکست از بیل گلدبرگ برای مدت طولانی در سال ۲۰۰۳ قهرمان سنگین‌وزن بود. تریپل اچ سرانجام موفق شد تا با زیرکی در مسابقه سه نفره با حضورکین در پی پی وی آرماگدون همان سال گلدبرگ را شکست دهد و بار دیگر قهرمان جهان شود. اوج قدرت گروه به همین پی پی وی برمیگردد جایی که در پایان شو همه اعضای گروه با کمربندهای قهرمانی صحنه را ترک کردند. بعد از این شو بار دیگر درگیری‌های هانتر با شان مایکلز شروع شد و در پی پی وی رویال رامبل ۲۰۰۴ در مسابقهٔ نفس گیر و پر هیجان لست من استندینگ با شان رودررو شد، اما در پایان هردو آن‌ها کانت اوت شدند و در نتیجه تریپل اچ قهرمان باقی‌ماند. در نهایت تریپل اچ کمربند خود را به کریس بنوا در رستلمانیای ۲۰ در نبردی سه نفره به همراه‌شان مایکلز واگذار کرد. درگیری بین تریپل اچ و شان مایکلز همچنان ادامه داشت تا اینکه تریپل اچ با شکست شان در نبرد هل این سل به آن خاتمه بخشید. مسابقه هل این سل هانتر و شان تابه امروز طولانی‌ترین مسابقه هل این سل تاریخ دبلیو دبلیو ای می‌باشد. پس از شکست دوباره هانتر از بنوا در Vengeance که با دخالت یوجن انجام شده بود، در سامراسلم هانتر یوجن را شکست داد. در این هنگام رندی اورتن هم گروهی هانتر موفق شد تا در سامراسلم بنوا را شکست دهد و کمربند قهرمانی را بدست آورد. هانتر که نمی‌توانست ببیند کس دیگری به جز او قهرمان جهان باشد یک شب بعد از قهرمانی اورتن، در شوی را به همراه باتیستا و ریک فلیر او را به شدت زدند و از گروه اخراج کردند. این تازه آغازی برای درگیری‌های هانتر و اورتن بود. آن دو در پی پی وی آنفورگیون با یکدیگر رودررو شدند که باکمک باتیستا و ریک، هانتر دوباره قهرمان شد. اندکی بعد در مسابقه سه نفره میان اج، بنوا و هانتر بر سر عنوان قهرمانی اج و بنوا هم‌زمان یکدیگر را شکست دادند تا قهرمان جهان نامعلوم باشد. نتیجه آن شد که در پی پی وی نیو یرز روولوشن مسابقه المینیشن چمبر را به منظور تعیین قهرمان جهان به قضاوت شان مایکلز برگزار کنند. این بار هم پیروزی از آن تریپل اچ بود و با این برد تعداد قهرمانی‌های هانتر به عدد ۱۰ رسید و دورقمی شد. اندکی بعد باتیستا عضو دیگر گروه که برنده رویال رامبل آن سال شده بود هانتر را به نبرد در رستلمانیا ۲۱ دعوت کرد و موفق شد تا هانتر را شکست دهد و خودش قهرمان جهان شود. بعد از آن هانتر باز هم تلاش کرد تا کمربند را از باتیستا پس بگیرد اما در انجام اینکار ناموفق بود و پس از شکست در نبرد هل این سل، به دلیل مصدومیت مدتی غائب بود تا اینکه در ۳ اکتبر ۲۰۰۵ به راو بازگشت و با عضو دیگر گروه ریک فلیر موفق شد تا کارلیتو و کریس مستر را شکست دهد اما در پایان مسابقه با پتک خود ضربه سختی فلیر وارد کرد واو را به شدت زخمی‌کرد، دشمنی این دو دوست چیزی نزدیک به دوماه ادامه داشت تا اینکه هانتر در پی پی وی سوروایوور سریس در یک مسابقه لست من استندینگ شکست سختی یه ریک داد. در سال ۲۰۰۷ و به مناسبت ۱۵ سالگی راو اعضای این گروه به استثنا رندی اورتن یک بار دیگر دور هم جمع شدند و گروه ریتدآرکی او و یوماگا را شکست دادند.

### بازگشت دی اکس (۲۰۰۶)

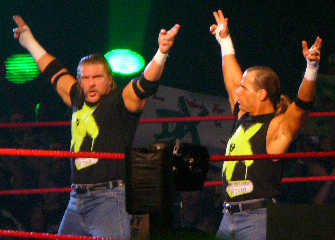
تریپل اچ و شاون مایکلز، گروه دی اکس، سال ۲۰۰۶

پس از پایان ماجراهای اوولوشن هانتر تلاش خود را برای بدست آوردن کمربند قهرمانی جهان دوباره از سر گرفت. اما پیش از آن با بیگ شو در نیو یرز روولوشن مسابقه داد و او را شکست داد. یکماه بعد در مسابقه رویال رومبل حضور پیدا کرد. هانتر به عنوان نفر اول وارد رینگ شد و تا سه نفر آخر در رینگ باقی‌ماند، با وجود درخشش فراوان توسط ری میستریو حذف شد. هانتر بار دیگر شانس خود را در تورنمت راء امتحان کرد. او با شکست ریک فلیر و تساوی مقابل بیگ شو به فینال تورنمت راء رسید، جایی که در آن به همراه بیگ شو و راب ون دام مسابقه سه نفره رو برگزار می‌کردند. اما این بار هانتر موفق شد تا برنده شود و خود را به عنوان مدعی اول برای مسابقه قهرمانی جهان در رستلمانیای ۲۲ معرفی کند. اما در رستلمانیا مغلوب جان سینا شد. هانتر بار دیگر شانس خود را برای کسب عنوان قهرمانی جهان در بکلش ۲۰۰۶ مقابل جان سینا و اج امتحان کرد اما اینبار هم نتوانست پیروز از رینگ خارج شود. در این مدت که تریپل اچ به دنبال کمربند قهرمانی جهان بود، دوست سابق او شان مایکلز با مکمن‌ها بشدت درگیر شده بود. وینس مکمن از هانتر هم علیه‌شان استفاده می‌کرد. اما در یکی از شوها هانتر به جای شان، شین مکمن را با پتک خود زد. وینس از این موضوع به شدت عصبانی شد. او مسابقه هندیکاپ را ترتیب داد که در آن هانتر می‌بایست به تنهایی با هر ۵ عضو گروه اسپریت اسکوآد مسابقه می‌داد. در این مسابقه وینس کنار درب ورودی ایستاده بود. در اواخر بازی شان مایکلز وارد رینگ شد و به همراه هانتر شروع به زدن گروه اسپرینگ اسکوآد کردند. در آخر هم حرکت معروف "suck it" رو به طرف وینس انجام دادند و به این ترتیب گروه دی اکس در تاریخ ۱۲ ژوئن ۲۰۰۶ باز هم تشکیل شد.
در پی پی وی ونجنس گروه دی اکس مقابل گروه اسرینگ اسکوآد قرار گرفت و به راحتی پیروز شد. سپس آن‌ها در سامراسلم مقابل مکمن‌ها قرار گرفتند. در این بازی بیگ شو، فینلای، مستر کندی و ویلیام ریگال به نفع مکمن‌ها در مسابقه دخالت کردند اما در نهایت باز هم گروه دی اکس پیروز مسابقه بود. در این مدت درگیری‌های دی اکس با مکمن‌ها کمپانی را به شدت تحت تأثیر قرار داده بود و طرفداران کشتی کج شاهد صحنه‌ها زیبا و به‌یادماندنی زیادی بودند. در پی پی وی آنفورگیون گروه دی اکس مقابل وینس مکمن، شین مکمن و بیگ شو قرار گرفت و در یک مسابقه زیبا به پیروزی رسید. در انتهای مسابقه تریپل اچ وینس مکمن را چنان با پتک محکم زد که دسته پتکش شکست!!!این پایانی بود بر درگیری‌های دی اکس با مکمن‌ها…
اما برای دی اکس رقیب تازه‌ای پیدا شده بود. گروه ریتدآرکی او. گروه ریتدآرکی او متشکل از اج و رندی اورتن بود. این دو گروه در سایبرساندی به قضاوت اریک بیشاف، که توسط مردم انتخاب شده بود، مقابل هم قرار گرفتند. این مسابقه با دخالت بیشاف به نفع ریتدآرکی او به پایان رسید. اما درگیری‌های دو گروه ادامه داشت. گروه دی اکس برای مسابقه المینیشن تگ تیم پی پی وی سوروایوور سریز تیمی را متشکل از برادران هاردی و سی ام پانک و به کاپیتینی خودشان تشکیل داد و مقابل تیم ریتدآر کی او که متشکل از جانی نیترو، گرگوری هلمز، مایک نایکس و به کاپیتانی اج و اورتن بود قرار گرفت و با اقتدار تمام پیروز شد. درگیری‌های این دو گروه ادامه داشت تا اینکه در نیو یرز روولوشن ۲۰۰۶ در حین مسابقه قهرمانی تگ تیم جهان بین دو تیم دی اکس و ریتدآرکی او و در حالی که همه چیز به نفع دی اکس پیش می‌رفت ناگهان زانو تریپل اچ بار دیگر شکست و مسابقه ناتمام ماند. این مصدومیت به حدی جدی بودکه هانتر را ۸ ماه از رینگ دور نگه داشت.

### شکستن رکورد قهرمانی دبلیو دبلیو ای(۲۰۰۷–۲۰۰۹)

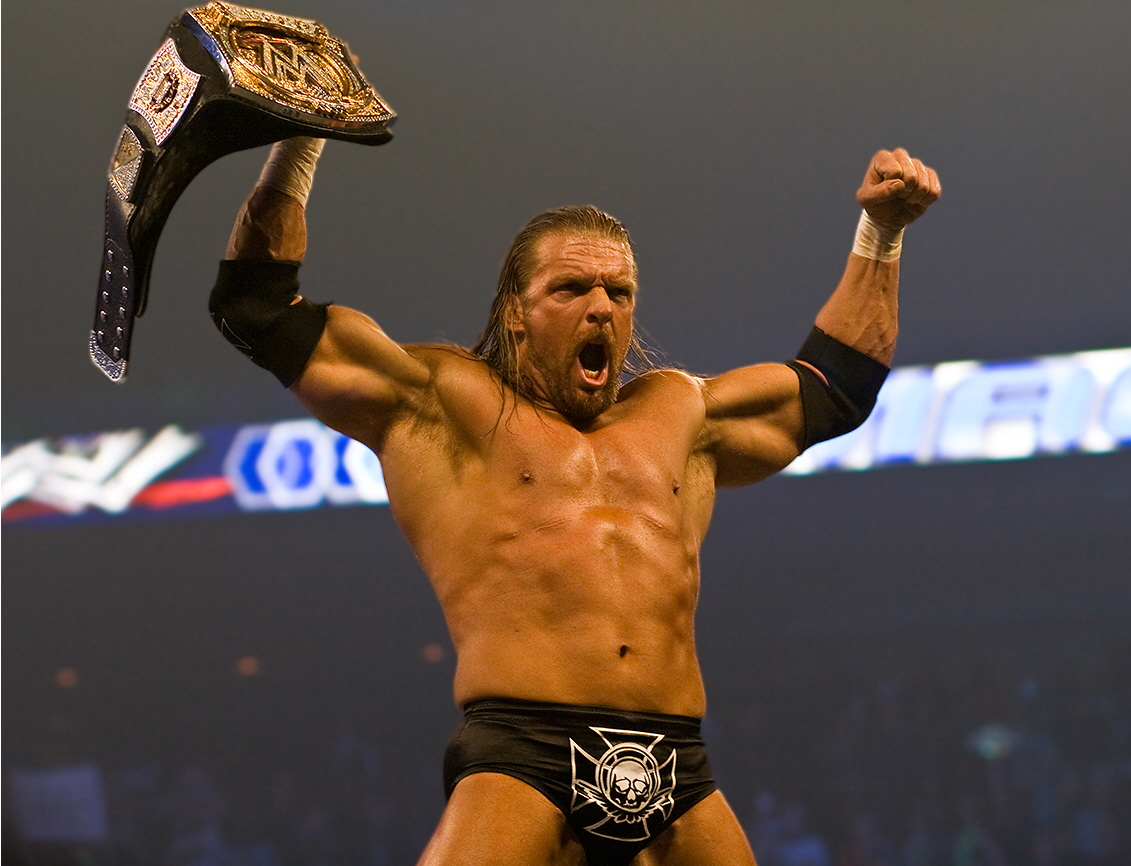
تریپل اچ همراه با کمربند قهرمانی دبلیو دبلیو ای

پس از ۸ ماه دوری از میادین سرانجام هانتر در سامراسلم سال ۲۰۰۷ به رینگ بازگشت و با بوکرتی مسابقه داد و او را شکست داد. سپس هانتر وارد درگیری با "کارلیتو"و "اوماگاً شد. در یکی از شوهای راء او در مسابقه هندیکاپ مقابل "کارلیتو" و "اوماگاً ایستاد و به شدت هردو را زد. "اوماگاً که احساس تحقیر کرده بود با هانتر وارد یه رقابت شد. در این مدت جان سینا قهرمان وقت جهان که قرار بود با رندی اورتن بر سر این عنوان مسابقه "لَست من استندینگ" را برگزار کند دچار مصدومیت شد. سینا مجبور شد تا عنوان قهرمانی خود را رها کند. پی پی نو مرسی ۲۰۰۷ شب خاطره انگیزی برای هواداران کشتی کج بود. در این شب تریپل اچ سه بار به رینگ آمد. ابتدا شو مسابقه‌ای بر سر تعیین قهرمان جدید جهان برگزار شد که در آن هانتر به راحتی اورتن را شکست داد. سپس هانتر با رقیب خود اوماگا رودر رو شد و هرچند قدری آسیب دید اما پیروز شد. بعد طبق قرار قبلی برای برگزاری مسابقه لست من استندیگ بر سر عنوان قهرمانی جهان، هانتر باز هم به رینگ رفت و بار دیگر با اورتن رودررو شد اما اینبار بخت با او یار نبود و سرانجام اورتن موفق شد تریپل اچ را شکست دهد و قهرمان جدید جهان شود. چندی بعد هانتر دوباره عزم خودبرای تصاحب کمربند قهرمانی جهان جزم کرد. او در مسابقه رویال رومبل ۲۰۰۸ چهره‌های سرشناسی چون "باتیستاً و میک فولی را از رینگ خارج کرد و تا نفر آخر در رینگ بود اما جان سینا که تازه از بند مصدومیت رها شده و در این مسابقه حضور پیدا کرده بود مانع از پیروزی هانتر شد. تریپل اچ یک ماه بعد در مسابقه المینیشن چمبر موفق شد تا اوماگا، کریس جریکو، جی بی ال، شان مایکلز و جف هاردی رو شکست دهد و خود را به عنوان مدعی اول کسب عنوان قهرمانی جهان مطرح سازد. در رستلمانیای ۲۴ تریپل اچ با اورتن و سینا مسابقه قهرمانی جهان را برگزار کردند اما در نهایت اورتن موفق شد تا از کمربند خود دفاع کند. اما این پایان ماجرا نبود، در پی پی وی بعدی یعنی بکلش ۲۰۰۸ مسابقه قهرمانی جهان با حضور تریپل اچ، رندی اورتن،"جی بی ال" و "جان سیناً برگزار شد که اینبار دیگر هانتر موفق شد پیروز شود و با کمربند قهرمانی جهان از رینگ خارج شود. این دوازدهمین قهرمانی جهان و هفتمین قهرمانی کمربند دبلیو دبلیو ای تریپل اچ بودو بدین ترتیب او با رکورد هفت قهرمانی کمربند دبلیو دبلیو ای دراک برابری کرد. اورتن سعی کرد تا کمربند را از هانتر پس بگیرد به همین منظور با او در"جاجمنت دی" مسابقه قفس را برگزار کرد اما هانتر موفق شد تا از عنوان خود دفاع کند. بعد نوبت به برگزاری مسابقه لست من استندینگ شد. این مسابقه قرار شد تا در پی پی وی وان نایت استند ای سی دبلیو برگزار شود. تریپل اچ اینبار هم موفق شد تا اورتن را شکست دهد. در پایان بازی دست رندی اورتن شکست. پس از این ماجرا نوبت درگیری با سینا بود. تریپل اچ و جان سینا در شب ونجنس:(نایت اف چمپیونز) با هم روبرو شدند که در این مسابقه زیبا و خاطره انگیز تریپل اچ توانست سینا را شکست دهد و از کمربند قهرمانی خود دفاع کند.
در شو راء به تاریخ ۲۳ ژوئن ۲۰۰۸ تریپل اچ به برند اسماک دان منتقل شد. دوران حضور او در اسماک دان یکی از طلایی‌ترین دوران کشتی‌گیری تریپل اچ بود. او پس از انتقال به اسماک دان در "دگریت آمریکن بش "توانست اج را بر سر عنوان قهرمانی خود شکست دهد. سپس در سامراسلم غول بزرگ اسماک دان گریت کالی را شکست داد. در آنفورگیون آن سال تنها قهرمانی بود که کمربند خود را از دست نداد. او در مسابقه چمپیونشیپ اسکرومبل مچ موفق شد تا جف هاردی، شلتون بنجامین، ام وی پی و برایان کندریک را شکست دهد. سپس او در دو نومرسی و سایبرساندی هم جف هاردی را شکست داد.
در سوروایوور سریز او می‌بایست از کمربند خود در مقابل «ولادمیر کازلاو» و «جف هاردی» دفاع می‌کرد. در شب جف هاردی به سبب آسیب دیدگی نتوانست مسابقه بدهد و بازی به صورت معمولی بین هانتر و ولادمیر برگزار می‌شد که در اواسط مسابقه «ویکی گِرِرو» منیجر اسماک دان بازگشت اج را اعلام کرد. «اِج» وارد مسابقه شد و موفق شد تا پیروز شود. چندی بعد هانتر در مسابقه رویال رومبل شرکت کرد. او به عنوان فرد ۱۷ام وارد رینگ شد و تا آخرین نفر هم در رینگ باقی‌ماند اما توسط رندی اورتن حذف شد. یک ماه بعد هانتر در مسابقه المینیشن چمبر برند اسماک دان در نو وی اوت که بر سر کمربند قهرمانی جهان برگزار می‌شد شرکت کرد و با شکست دادن اج، جف هاردی، ولادمیر کازلاو، بیگ شو و آندرتیکر موفق شد تا برای سیزدهمین بار قهرمان جهان شود. ضمناً با این پیروزی او موفق شد تا برای هشتمین بار کمربند دبلیو دبلیو ای چمپیون را برنده شود و رکورد جدیدی در این زمینه به نام خود ثبت کند.
اما چندی بعد در یک مسابقه تریپل تریت، هانتر مقابل جف هاردی و ادج قرار گرفت که در اواسط مسابقه، با دخالت ولادیمیر کازلاو و مت هاردی، نتیجه مسابقه به نفع جف هاردی شد. پس از آنکه هانتر پدیگری را روی ادج اجرا کرد، جف هاردی با زدن یک سوانتون بامب روی هردوی آنها برنده مسابقه شد و اولین قهرمانی دبلیو دبلیو ای خود را بدست آورد.

### درگیری با آندرتیکر و کوین نش (از ۲۰۱۲ تا ۲۰۱۳)
وی در سال ۲۰۱۱ در رستلمنیا ۲۷ آندرتیکر را به مبارزه طلبید اما علی‌رغم برتری قابل ملاحظه نسبت به آندر تیکر و انجام ۴ حرکت پایانی (که یکی از آن‌ها حرکت خود آندرتیکر بود) روی او توسط حرکت معروف آندرتیکر موسوم به دروازه جهنم مغلوب شد. در سامراسلم سال ۲۰۱۱، تریپل اچ داور مسابقه بین جان سینا و سی ام پانک معرفی شد و آن مسابقه سر کمربند WWE بود. اما مدتی بعد سی ام پانک با تریپل اچ درگیری پیدا کرد و آن‌ها در پی پر ویو شب قهرمانان (Night of Champions) در یک مسابقه بدون رد صلاحیت (No Disqualification) مقابل هم قرار گرفتند که تریپل اچ در آن پیروز شد. درگیری بین این دو در این‌جا به اتمام رسید و آن‌ها در پی پر ویو Vengeance به صورت یک تیم مقابل تیم Awesome Truth (متشکل از میز و آر-تروث) قرار گرفتند که در آن کوین نش دخالت کرد و آن‌ها شکست خوردند. اما تریپل اچ و کوین نش در پی پر ویو میزها، نردبان‌ها و صندلی‌ها (که آخرین پی پر ویو سال ۲۰۱۱بود) در یک مسابقه نردبانی که چکش تریپل اچ را بالای رینگ آویزان می‌کردند و برای برداشتن آن می‌باید از نردبان بالا رفت، مقابل هم قرار گرفتند و تریپل اچ پیروز شد. سال بعد آندرتیکر برای رستلمنیا ۲۸ خواهان مبارزه با او شد و تریپل اچ که در ابتدا قبول نمی‌کرد بالاخره در خواست مبارزه او را پذیرفت، در این بازی شان مایکلز داوری را بر عهده داشت اما باز هم تریپل اچ نتوانست پیروز شود و برای سومین بار از آندر تیکر در رستلمنیا شکست خورد. (مسابقه آندرتیکر و تریپل اچ در رستلمنیا ۲۸ یک مسابقه جهنم درون یک قفس بود و به عنوان بهرترین مسابقه سال ۲۰۱۲ انتخاب شد).

### درگیری بابراک لزنر(از ۲۰۱۲ تا ۲۰۱۳)
۱ ماه بعد از رستلمنیا ۲۸ در تاریخ ۳۰ آوریل در بخشی از شوی WWE RAW جان لونایریتیس مدیر مسابقات راو و اسمکدان از براک لزنر که به تازگی به WWE برگشته بود تمجید و تشکر می‌کرد و به او قول آینده‌ای درخشان را در WWE داد و قراردادی را با او امضا کرد. (در شب قبل براک لزنر در مسابقه‌ای که با جان سینا داشت به‌طور وحشیانه‌ای با جان سینا مبارزه می‌کرد و در نهایت باعث مصدومیت دست چپ جان سینا شد اما براک در ان مسابقه در نهایت برتری نسبت به جان سینا از او شکست خورد). جان لونایریتیس از نوع مبارزه براک لزنر بسیار راضی بود براک به نحو یک جنگجو UFC مبارزه می‌کرد. در همین میان تریپل اچ بعد از یک ماه دوباره به رینگ آمد و به عنوان مدیر عامل WWE با براک لزنر صحبت کرد به او گفت که ما می‌خواهیم تو را این‌جا در WWE ببینیم می‌خواهیم که تو در مقابل قهرمان‌های ما مسابقه بدی اما اگر خودت هم می‌خواهی این‌جا بمانی باید روش کشتی خود را تغییر بدهی. در این هنگام لزنر ناگهان به او حمله‌ور شد و بعد از یک درگیری کوتاه با اجام حرکت کیمورا لاک خود دست چپ تریپل اچ را به طرز خیلی بدی شکوند و ورزشگاه را ترک کرد تریپل اچ هم پس از یک معالجه سطحی به بیمارستان رفت بعد از آن شب هر دو آن‌ها تا مدتی در WWE حضور نداشتند. تا این که تریپل اچ پس از مدتی بازگشت و براک لزنر را به انجام یک مسابقه در سامراسلم دعوت کرد. در آن مسابقه (که پُل هیمن هم در کنار براک لزنر حضور داشت)، لزنر توانست تریپل اچ را تسلیم کند و برنده مسابقه شود. (این دومین مسابقه تریپل اچ در سال ۲۰۱۲ بود و او در هر دوی آن‌ها یک بار مقابل آندرتیکر و یک بار مقابل براک لزنر شکست خورد).
تریپل اچ در سال ۲۰۱۳ برگشت و لزنر را به یک مسابقه دوباره اما این بار در رستلمنیا ۲۹ دعوت کرد و پل هیمن گفت که این مسابقه مشروط بر این خواهد بود که اگر تریپل اچ باخت، او باید کمپانی WWE را ترک کند و نوع آن مسابقه، یک مسابقه بدون رد صلاحیت می‌باشد. در آن مسابقه (که شان مایکلز در کنار تریپل اچ حضور داشت) تریپل اچ توانست لزنر را شکست دهد و از حرفه‌اش دفاع کند. مدتی بعد هیمن گفت که در پی پر ویو قوانین بی‌شمار، تریپل اچ و لزنر در یک مسابقه قفس فولادی مقابل هم قرار می‌گیرند و این مسابقه، آخرین مسابقه این درگیری خواهد بود. در آن مسابقه لزنر با دخالت پول هیمن توانست پیروز شود.

### حمایت از رندی اورتون تا تشکیل مجدد گروه اوولوشن (از ۲۰۱۳ تا ۲۰۱۴)
تریپل اچ در سامراسلم سال ۲۰۱۳ به عنوان داور مسابقه بین جان سینا و دنیل برایان انتخاب شد و در آن مسابقه برایان با پیروزی در مقابل جان سینا توانست قهرمان جدید کمربند WWE شود اما تریپل اچ درست بعد از پایان مسابقه و در حالی که دنیل برایان در حال جشن برای اولین عنوان قهرمانی کمربند دبلیو دبلیو ای خودش بود به او حمله کرد و حرکت پایانی (فینیشر) خودش را که پدگری نام دارد بر روی برایان اجرا کرد. در همین لحظه رندی اورتون که صاحب کیف مانی این د بنک (Money In The Bank) بود به داخل رینگ آمد و پس از پین کردن دنیل برایان قهرمان جدید کمربند دبلیو دبلیو ای لقب گرفت و به این ترتیب قهرمان این کمربند به فاصلهٔ ۵ دقیقه دوباره تغییر کرد و جشن قهرمانی دنیل برایان هم خاتمه یافت. از ان اتفاق تا امروزه در بین مردم او یک چهره HEEL است. بعد از این اتفاق عجیب مشخص شد که تریپل اچ و رندی طی یک نقشهٔ از پیش طراحی شده این کار را کردند تا عنوان قهرمانی دبلیو دبلیو ای را از دنیل برایان بگیرند. از آن به بعد تریپل اچ که به عنوان COO (رئیس بخش اجرایی) کمپانی دبلیو دبلیو ای فعالیت می‌کرد از اورتون حمایت می‌کرد و گروه شیلد هم پیرو دستورهای تریپل اچ به اورتون کمک می‌کردند تا اینکه بعد از گذشت ۹ ماه در رویداد (پی پی وی) رستلمنیا سال ۲۰۱۴ و در یک مسابقهٔ ۳ نفره که در آن رندی اورتون باید از عنوان قهرمانی خودش در مقابل دنیل برایان و باتیستا دفاع می‌کرد، دنیل برایان توانست در این مسابقه‌ای که یکی از بهترین مسابقات ۳ نفرهٔ تاریخ کمپانی دبلیو دبلیو ای بود پیروز شود و قهرمان جدید عنوان دبلیو دبلیو ای لقب بگیرد … به این ترتیب حمایت تریپل اچ هم از رندی اورتون به عنوان قهرمان کمپانی خاتمه یافت و این دو به همراه باتیستا بعد از ۱۰ سال در قالب گروه دوباره برگشتهٔ اوولوشن شروع به همکاری کردند و تریپل اچ این گروه را رهبری می‌کرد. در این مدت زمان که تریپلچ دوباره گروه اوولوشن را بدون ریک فیلر تشکیل داده بود درگیری‌هایی بین گروه حفاظشیلد (کمیک) و اوولوشن پیش اومد. این دو تیم بسیار قدرت مند دو بار با همدیگر مسابقه دادند. این دو گروه دفعهٔ اول پی پر ویو قوانین بیشمارEXTREME RULES در رو به روی همدیگر قرار گرفتند که با باخت تیم اوولوشن همراه بود. گروه اوولوشن یک بار دیگر در پی پر ویو انتقام PAYBACK در مقابل هم قرار گرفتند که این دفعه هم تریپلچ و تیمش ناکام بودند. شب بعد از پی پر ویو PAYBACK در WWE RAW بحث بین تریپلچ و باتیستا پیش آمد که پایان این بحث باتیستا اعلام کرد که از کمپانی خارج می‌شود. در آخر شب که گروه شیلد داشتند حرف می‌زدند تریپلچ و رندی اورتن وارد سالن شدند و تریپلچ گفت که همیشه نقشهٔ دومی وجود دارد. در همین لحظه ست رولینز یکی از اعضای گروه شیلد با صندلی ضربه‌ای به رومن رینز وارد کرد و همچنین دین امبروز را با صندلی مورد ضرب و شتم قرار داد و از رینگ بیرون رفت و صندلی را به اورتن داد. اورتن داخل رینگ شد و روی رومن رینز یک ار کی او فینیشر خود را انجام داد. اون به باتیستا خیانت کرد

### از حمایت از رالینز و قهرمانی او تا قهرمانی کمربند دبلیودبیلوئی سنگین‌وزن جهان توسط خود تریپل اچ تا درگیری با سث رالینز (۲۰۱۵ تا کنون)
بعدتر تریپل اچ به اورتن پشت کرد و رالینز را به عنوان آینده دبلیودبلیوئی و چهره جدید کمپانی حمایت کرد تاجاییکه رالینز قهرمان کمربند دبلیودبلیوئی سنگین‌وزن جهان شد ولی رالینز پس از چند ماه بعلت آسیب از ناحیه زانو مجبور به تسلیم کمربند به کمپانی شد و پس از او شیمس برای مدتی قهرمان شد. رومن رینز اما شیمس را شکست داد و قهرمان شد. رینز شخصی نبود که رووسا او را به عنوان قهرمان بخواهند. پس هر کاری که می‌توانستند کردند تا کمربند را از او بگیرند اما موفق نشدند. سرانجام مستر مک‌ماهون که از اینکار عاجز شده بود اعلام کرد که برای اولین بار در تاریخ، قهرمان کمربند باید در خود مسابقه رامبل که رویداد رویال رامبل برگزار می‌شود از کمربند خود مقابل ۲۹ نفر دیگر دفاع کند. رینز در مسابقه رامبل در حال مبارزه بود که ناگهان آهنگ ورودی نفر سی‌اُم نواخته شد؛ او کسی نبود جز خود تریپل اچ که وارد رینگ شد تا در مسابقه رامبل شرکت کند. رینز شوکه شده بود. تریپل اچ موفق به بیرون انداختن رینز شد. حالا فقط اِچ و دین امبروز در رینگ باقی‌مانده بودند. تریپل اچ با استفاده از تجربه خود موفق شد امبروز را هم بیرون انداخته و برنده مسابقه رامبل و بدین‌ترتیب پادشاه پادشاهان پس از هفت سال برای چهاردهمین بار قهرمان جهان شود و باری دیگر قدرت خود را به همه نشان داد. او دررود بلوک ۲۰۱۶ از کمربند خود در مقابل دین امبروز محافظت کرد
شب بعد در راو، استفنی مک‌ماهون اعلام کرد که در رویداد فست‌لین، یک مسابقه تریپل ترت بین امبروز، قهرمان قبلی یعنی رومن رینز و همین‌طور براک لزنر برگزار خواهد شد و برنده مسابقه در رسلمانیا ۳۲ برای قهرمانی کمربند مقابل تریپل اچ قرار خواهد گرفت. در این مسابقه رومن رینز برنده شد و حریف تریپل اچ در رسلمنیا ۳۲ شد تریپل اچ در رسلمنیا ۳۲ کمربند خود را به رومن رینز واگذار کرد بعد از مدتی تریپل اچ در شوها غایب بود که در شو راو ۲۹ آگوست برگشت و به سث رالینز خیانت کرد او در مسابقه‌ای که رالینز برسر کمربند یونیورسال سال به همراه بیگ کاس، رومن رینز و کوین اونز حضور داشت که ابتدا تریپل اچ در حالی که رالینز از رینز اسپیر خورده بود وارد شد و به رینز پدیگری زد و به رالینز کمک کرد تا رینز را حذف کند و بعد رفت سراغ اونز درحالی که قبل از رینز بیگ پاس از مسابقه حذف شده بود اما او به رالینز پدیگری زد و اونز هم رالینز را پین کرد و قهرمان کمربند یونیورسال سال شد در آخرین شو راو رویال رامبل ۲۰۱۷ رالینز در مقابل سمی زین مسابقه داشت که اگر می‌باخت از مسابقه بتل رویال رویال رامبل حذف می‌شد و زین جایگزین او می‌شد رالینز در یک قدمی پیروزی بود که آهنگ تریپل اچ به صدا درآمد اما او ظاهر نشد در حالی که رالینز منتظر او بود اما ناگهان زین رالینز را رول کرد و برنده شد و رالینز از مسابقه بتل رویال رویال رامبل حذف شد و زین جایگزین او شد تریپل اچ در رسلمنیا ۳۳ به مصاف سث رالینز رفت و باخت.در نهایت تریپل اچ در اخرین مسابقه خود در رسلمنیا ۳۵ در برابر باتیستا در یک مسابقه نو هولدز بارد قرار گرفت و موفق به شکست او شد بعد از این مسابقه باتیستا خداحافظی کرد و تریپل اچ تبدیل به مدیر فنی کمپانی شد.

## زندگی شخصی

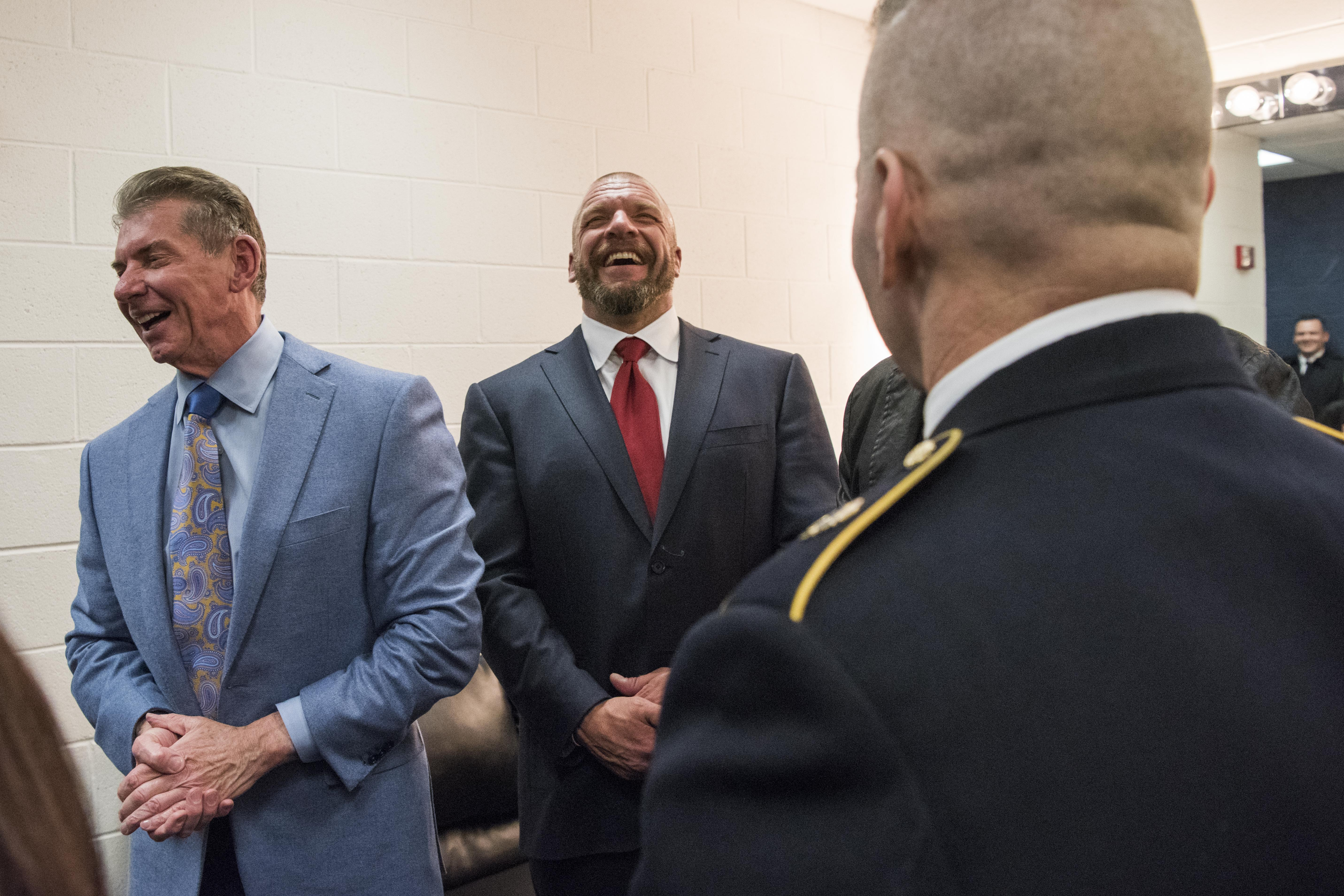
پُل مایکل لیوِسک در سال 2016

در سال ۲۰۰۰ تریپلچ با استفانی مک من رابطه‌ای را آغاز کرد که در آخر به ازدواج منجر شد ان دو در ۲۵ اکتبر سال ۲۰۰۳ با یکدیگر ازدواج کردند و حاصل این ازدواج سه فرزند دختر است اولین فرزند آن‌ها در ۲۴ ژوئیه ۲۰۰۶ به دنیا آمد به نام (آرورا رز لیوِسک). دومی در ۲۸ ژوئیه ۲۰۰۸ به دنیا آمد و نامش (مورفی کلایر لیوِسک) است و فرزند سوم آن‌ها به نام (واون اولین لیوِسک) در ۲۴ اگوست ۲۰۱۰ به دنیا آمد. تریپل اچ یک خواهر هم دارد.
همچنین در اواخر سال ۲۰۰۴ تریپلچ کتابی را به عنوان ساخت بازی (Making the Game) نوشت که موضوعش راجع به داشتن بدنی بهتر است. نگرش تریپل اچ در این
کتاب بیشتر راجع به اصول بدنسازی بوده و شامل اطلاعاتی مربوط به شرح حال و نظرات و خاطرات وی است.

## فیلم‌شناسی
| سال  | نام فیلم            | در نقش!        |
| ---- | ------------------- | -------------- |
| ۱۹۹۸ | Pacific Blue        | تریپلچ         |
| ۱۹۹۸ | نمایش درو کری       | ناظم           |
| ۲۰۰۱ | MADtv               | پاول لِوِک       |
| ۲۰۰۴ | تیغه: سه گانگی      | جارکو گریم وود |
| ۲۰۰۵ | The Bernie Mac Show | تریپلچ         |
| ۲۰۰۶ | Relative Strangers  | کشتی‌گیر        |
| ۲۰۱۱ | The Chaperone       | ری براداستون   |
| ۲۰۱۱ | Inside Out          | ارلو جاین      |

## قهرمانی‌ها
- برای اولین بار با شکست دادن تونی روی قهرمان سنگین‌وزن جهان شد.
- در ۲۶ اکتبر ۱۹۹۶ در راو با شکست مارک مرو قهرمان کمربند اینتر کانتینل تال شد.
- در جون سال ۱۹۹۷ عنوان پادشاه رینگ رو برای اولین بار به خودش اختصاص داد.
- در ۲۲ دسامبر ۱۹۹۷ در راو با شکست شان مایکلز قهرمان دبلیو دبلیو یوروپن شد.
- در ۱۷ مارس ۱۹۹۸ در راو با شکست دادن اون هارت باز هم عنوان قهرمانی یورو پن رو به خود اختصاص داد.
- در ۳۰ اوت ۱۹۹۸ در سامر اسلم با شکست راک باز هم قهرمان اینتر کانتینل تال شد.
- در ۲۳ اوت ۱۹۹۹ در راو با شکست Mankind قهرمان Federation Champion شد.
- در ۲۶ سپتامبر ۱۹۹۹ در آنفورگیون در یک مسابقه۶ نفره با حضور بیگ شو، بریتیش بواداگ، منکایند، د راک و کین پیروز شد و برای دومین با قهرمان Federation شد.
- در ۳ ژانویه ۲۰۰۰ در راو با شکست بیگ شو باز هم قهرمانی Federation رو از آن خود کرد.
- در ۲۱ می سال ۲۰۰۰ در جاج منت دی با شکست راک باز هم قهرمانی Federation رو از آن خود کرد.
- در ۵ آوریل ۲۰۰۳ در اسمکدان با شکست دادن جریکو قهرمان اینر کانتینل تال شد.
- در ۱۶ آوریل همان سال در راو با شکست جف هاردی قهرمانی اینر کانتینل تال رو پس گرفت.
- در ۳۰ آوریل ۲۰۰۳ در بکلاش همراه با استیو آستین با شکست دادن کین و آندر تیکر قهرمان دبلیو دبلیو تگ تیم شد.
- در سال ۲۰۰۲ برنده رویال رامبل شد.
- در ۱۷ مارچ همان سال(۲۰۰۲) در رسلمانیا با شکست جریکو قهرمان Undisputed Title شد.
- در ۲ سپتامبر ۲۰۰۲ در راو برای ششمین بار قهرمان جهان شد.
- در ۱۵ دسامبر ۲۰۰۲ در آرماگدون با شکست شاون مایکلز قهرمانی خودش یعنی سنگین‌وزن جهان رو پس گرفت و برای هفتمین بار قهرمان جهان شد.
- در ۱۴ دسامبر ۲۰۰۳ در آرماگدون قهرمانی خودش رو در یک بازی ۳ نفره از Bill Goldberg پس گرفت و برای هشتمین بار قهرمان جهان شد.
- در ۱۲ سپتامبر ۲۰۰۴ در آنفورگیون قهرمانی خودش رو از رندی اورتون پس گرفت و برای نهمین بار قهرمان جهان شد.
- در ۹ ژانویه ۲۰۰۵ در نویرز روولوشن با پیروز در مسابقه المینیشن چمبر با حضور رندی اورتن، کریس بنوا، اج، کریس جریکو و باتیستا برای دهمین بار قهرمان جهان شد.
- در ۷ اکتبر ۲۰۰۷ در نومرسی با پیروزی مقابل رندی اورتن برای یازدهمین بار قهرمان جهان شد.
- در ۲۷ آوریل ۲۰۰۸ در بکلش با پیروزی در مسابقه ۴ نفره با حضور رندی اورتن، جان سینا و جی بی ال برای دوازدهمین بار قهرمان جهان شد.
- در ۱۶ فوریه ۲۰۰۹ در نو وی اوت با پیروزی در مسابقه المینیشن چمبر با حضور اج، ولادمیر کوزلاو، جف هاردی، بیگ شو و آندرتیکر موفق شد تا برای سیزدهمین بار قهرمان جهان شود.
- ۲۴ ژانویه ۲۰۱۶ در مسابقهٔ ۳۰ نفره رویال رامبل مچ تریپل اچ با بیرون انداختن آخرین نفر یعنی دین امبروز برنده مسابقه و برای چهاردهمین بار قهرمان کمربند دبلیودبلیوئی سنگین‌وزن جهان شد.